# 혈맥
"혈맥"은 1963년 공개된 대한민국의 영화이다.

## 줄거리
1948년 김수영의 희곡을 바탕으로 한 반공 영화. 이 영화는 한 마을에서 세대 간의 갈등을 그린다. 어른들은 자녀들이 옛 방식을 따르기를 원하지만, 자녀들은 새로운 삶의 방식을 추구하며 결국 부모를 지지하게 된다.

## 배역
- 김승호 : 김덕삼 역
- 황정순 : 복순 어머니 역
- 신성일 : 거북 역
- 엄앵란 : 복순 역
- 김지미 : 옥희 역
- 최남현 : 복순 아버지 역
- 신영균 : 형 역
- 최무룡 : 동생 역
- 조미령 : 벙어리 역
- 주선태
- 이경희

## 수상
- 1963년 제1회 청룡영화상
  - 작품상
  - 남우주연상 - 김승호
  - 여우주연상 - 황정순
  - 남우조연상 - 최남현
  - 각본상 - 임희재
  - 기술상(녹음) - 이경순
- 1964년 제3회 대종상
  - 작품상
  - 남우주연상 - 김승호
  - 여우주연상 - 황정순
  - 각본상 - 임희재
- 1964년 제7회 부일영화상
  - 여우주연상 - 황정순